# Isacco II Angelo
Isacco II Angelo (in greco medievale: Ισαάκιος Β' Άγγελος, Isaakios II Angelos; settembre 1156 – Costantinopoli, 8 febbraio 1204) è stato un imperatore bizantino.
Fu basileus dei romei due volte: I regno dal 12 settembre 1185 all'8 aprile 1195, II regno dal 18 giugno 1203 fino alla sua morte.

## Le origini e l'ascesa al trono
Isacco II nacque nel settembre del 1156 da Andronico Angelo e da Eufrosina Castamonitissa; la famiglia paterna, probabilmente originaria di Angel, nei dintorni di Amida in Mesopotamia, era di nobiltà recente dal momento che Andronico Angelo era frutto del matrimonio di Costantino Angelo con Teodora Comnena, figlia minore del Basileus Alessio I Comneno. Isacco in gioventù, come il nonno e il padre, partecipò alle campagne militari in Asia Minore degli imperatori Comneni e alla morte di Manuele I Comneno, avvenuta il 24 settembre 1180, appoggiò apertamente il consiglio di reggenza della Basilissa Maria e del Protosebasto Alessio Comneno i quali governavano per conto del figlio undicenne di Manuele I, Alessio.
A seguito della rivolta di Andronico I Comneno, cugino di Manuele I, Andronico Angelo ricevette l'ordine di bloccare l'avanzata dei ribelli ma fu sconfitto a Charax, in Bitinia; la sconfitta rese la famiglia invisa al protosebasto Alessio Comneno e li convinse a passare dalla parte dei ribelli. L'appoggio ad Andronico Comneno, tuttavia, fu temporaneo e l'intera famiglia fu esiliata in Asia Minore, dopo un tentativo di congiura.
Nel frattempo però Andronico Comneno aveva ormai compiuto la sua scalata al potere fino a raggiungere, nel 1183, il trono dopo aver ordinato di assassinare prima il protosebasto Alessio Comneno, poi la basilissa Maria ed infine Alessio II, il legittimo imperatore. L'usurpazione di Andronico I Comneno aveva provocato un diffuso malcontento che sfociò ben presto in rivolte tra le quali quella della città di Nicea di cui Isacco Angelo fu tra i fautori. La reazione dell'usurpatore fu di richiamare Isacco Angelo a Costantinopoli e di mantenerlo sotto stretta sorveglianza nel suo palazzo.
Verso la metà del 1185, mentre una flotta di 200 navi del Regno di Sicilia avanzava verso Costantinopoli, si diffuse la voce che Isacco Angelo stesse preparando una congiura contro Andronico I Comneno insieme a numerosi membri della nobiltà, stanchi dei massacri dell'usurpatore e indignati del suo disinteresse per le sorti di un impero in balia degli invasori. Andronico I allora decise di inviare Stefano Argicristoforita, l'assassino del basileus Alessio II, con alcuni sicari e con l'ordine di arrestare e di uccidere Isacco il quale, tuttavia, si difese uccidendo l'Argicristoforita. Rifugiatosi in Santa Sofia, a furor di popolo il 12 settembre venne proclamato Imperatore ed incoronato dal titubante patriarca, Basilio II Camatero, mentre l'usurpatore cercò scampo nella fuga verso L'Asia Minore.

## Regno

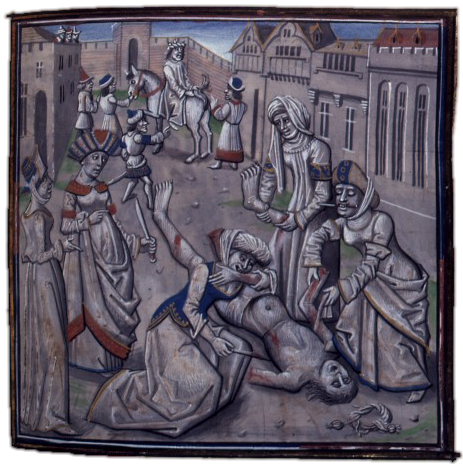
L'uccisione di Andronico I.

Il nuovo sovrano, incoronato con il nome di Isacco II, si accinse immediatamente a consolidare il suo potere ancor fragile: fece catturare l'ex imperatore Andronico I e i suoi due figli, Costantino e Manuele; questi ultimi furono accecati mentre l'imperatore fu dilaniato dalla folla di Costantinopoli:
«Lo picchiarono, lo lapidarono, lo colpirono con punte sotto i colpi di lui con violenza. Una donna di strada versò acqua bollente sulla testa ... Poi lo trascinarono via dal cammello, lo appesero per i piedi. Finalmente, dopo una lunga agonia, morì, portando la mano rimanente alla bocca, cosa che, secondo l'opinione di alcuni, fece per succhiare il sangue che sgorgava da una delle sue ferite».
Nonostante ciò la situazione restava fortemente precaria dal momento che i Normanni, dopo aver conquistato e saccheggiato Tessalonica, dominavano i mari e si preparavano a cingere d'assedio Costantinopoli stessa.
Il Basileus non si perse d'animo e grazie ad un forte appoggio popolare e all'arrivo di rinforzi dai temi dell'Asia Minore, riorganizzò l'esercito bizantino, che sconfisse ripetutamente i Normanni prima a Mosinopoli, Anfipoli e poi a Siderocastro; la flotta normanna, ancorata nel Mar di Marmara, a seguito di tali sconfitte si ritirò e nella primavera del 1186 la marina bizantina riprese Durazzo e Corfù.

### Politica estera
Una volta vinti i Normanni il Basileus cercò di ristabilire i rapporti con le potenze estere; rapporti che Andronico I aveva poco saggiamente interrotto.
Nel 1186 fu stipulato un trattato con il Sultanato di Rum, grazie al quale furono chiuse le questioni pendenti ai confini orientali.
L'anno seguente Isacco II emanò tre crisobolle al fine di chiudere le ostilità con la Repubblica di Venezia che confermarono i diritti ormai acquisiti dai mercanti veneziani presso l'impero.
Nello stesso tempo fu stipulato un trattato con il regno d'Ungheria che permise di porre fine allo stato di guerra che si trascinava dalla morte di Manuele I; tale trattato fu consolidato dalle nozze del Basileus con Margherita Arpad, la figlia di Bela III d'Ungheria.

### La rivolta della Bulgaria

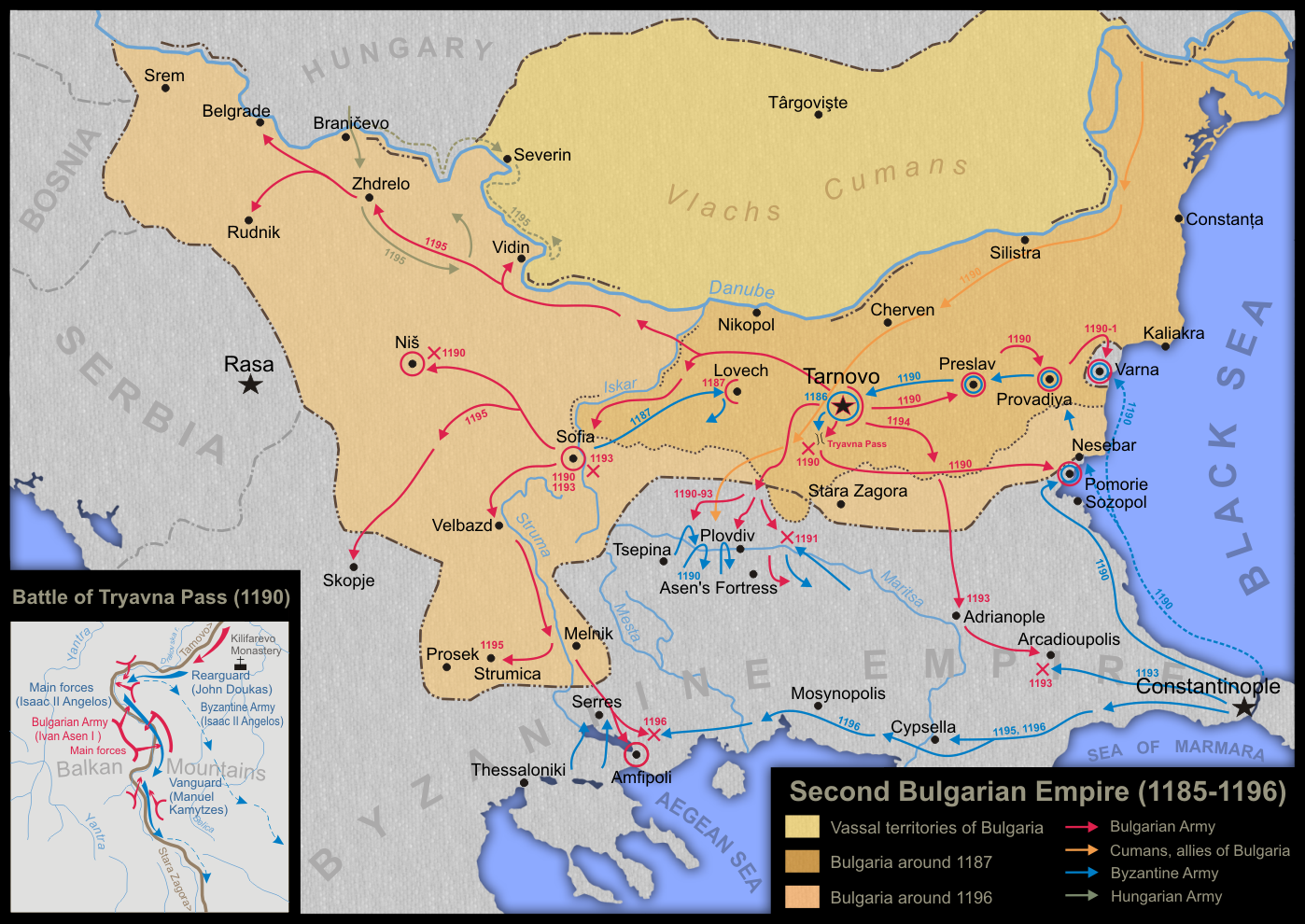
Campagne di Isacco II durante la Rivolta della Bulgaria

Il matrimonio di Isacco II con Margherita d'Ungheria lasciò strascichi negativi per l'impero dal momento che le ingenti spese furono sostenute dalla corte con un forte incremento della pressione fiscale che generò ampi malcontenti nelle provincie bulgare, conquistate da Basilio II oltre 150 anni prima. Lo storico Niceta Coniata fece risalire la causa della rivolta dei Bulgari alla mancata concessione di una pronoia a due fratelli: Pietro e Ivan Ansen, i quali sollevarono il loro popolo inasprito dal peso del fisco imperiale. Sebbene descritto dagli storici, soprattutto da Niceta Coniata, come un regnante debole, incostante e amante dei piaceri, Isacco II organizzò celermente una spedizione militare per schiacciare la rivolta riuscendo ad avanzare fino a Tarnovo, capitale degli insorti, e costringendoli a darsi alla macchia.
L'esito della prima spedizione non fu risolutivo e così tra il 1186 e il 1187 il basileus intraprese altre campagne militari, ma non ottenne maggior fortuna dal momento che il generale Alessio Brana, che aveva combattuto anche contro i Normanni, si autoproclamò imperatore e marciò sulla capitale, vanificando i successi di Isacco II. Pochi mesi dopo l'usurpatore fu ucciso grazie all'aiuto di Corrado del Monferrato e l'imperatore riprese la lotta contro i Bulgari ottenendo numerosi successi, ma lo scoppio di rivolte in Asia Minore lo costrinse a firmare una tregua con Pietro e Ansen. Repressa la rivolta Isacco provò ancora a riconquistare la Bulgaria ma questa volta i ribelli ebbero la meglio, costituirono il Secondo impero bulgaro e costrinsero l'imperatore a firmare un trattato di pace. A tale insuccesso si era aggiunta la perdita di Cipro per mano di Isacco Comneno il quale si era dichiarato nel 1185 autonomo dall'impero e aveva sconfitto, nel 1187, grazie all'aiuto dei Normanni, una flotta bizantina composta da 70 navi, inviata alla riconquista dell'isola.

### La terza crociata

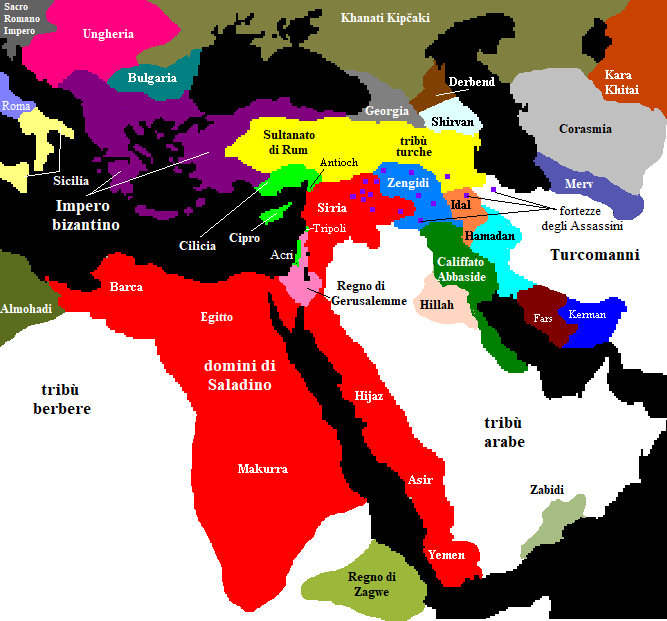
Vicino Oriente, c. 1190. L'impero di Saladino e i suoi vassalli in rosso; territorio preso agli Stati crociati tra il 1187 e il 1189 in rosa. Il verde chiaro indica i territori crociati sopravvissuti alla morte di Saladino. In viola scuro L'impero di Bisanzio

Nel 1187 Saladino, dopo aver distrutto l'esercito crociato nella battaglia di Hattin, conquistava Gerusalemme. I vari signori europei iniziarono ad armare una nuova crociata, la terza crociata, per riprendere la città santa. I bizantini avevano dissidi e rancori profondi con i regni crociati (nominalmente sotto tutela bizantina finché vissero i primi tre imperatori Comneni) e pare perfino che Isacco Angelo si fosse congratulato con Saladino per la sua netta vittoria. A differenza degli altri regnanti europei, l'imperatore Federico I Barbarossa si mosse via terra e nel 1189 varcò le frontiere bizantine. L'attraversamento dei territori bizantini da parte di eserciti crociati provocava sempre grandi preoccupazioni agli imperatori, ma in quest'occasione, data l'assenza dell'imperatore impegnato contro i ribelli, i ritardi, le incomprensioni, e la scarsa presenza dell'esercito bizantino, impegnato su più fronti, i disordini e gli scontri scoppiati quasi subito, promettevano davvero molto male.
Il trattato di Isacco II con il Saladino peggiorò i rapporti così come la decisione di Isacco II di arrestare gli ambasciatori di Federico I, il quale avanzava sempre di più fino ad occupare Filippopoli dopo aver sconfitto le deboli truppe bizantine parateglisi di fronte. Tale minaccia costrinse Isacco II a scendere a patti con lui e quindi inviò Niceta Coniata come ambasciatore presso Federico, cui consentì di traghettare l'esercito con l'ausilio della marina bizantina; il resto della spedizione proseguì tranquillamente e il Barbarossa lasciò presto i territori dell'Impero.

### Politica interna
Il regno di Isacco II fu minato da gravi problemi di natura sociale ed economica. La crisi economica, iniziata durante il regno di Alessio II, si aggravò ancor di più dal momento che la concorrenza commerciale delle Repubbliche Marinare, esentate dai tributi più gravosi, sottraeva spazio ai mercanti bizantini, mentre la produzione agricola declinava a causa delle frequenti rivolte. Altro problema era la precaria situazione finanziaria: le campagne militari di Manuele I, le lotte politiche, le rivolte avevano svuotato le casse dello Stato. Isacco II aumentò la pressione fiscale e svalutò la moneta ma queste misure non diedero alcun beneficio, dal momento che vaste risorse venivano drenate dalle spese di corte, dalla prodigalità del sovrano verso la Chiesa e i più poveri e dalla forte corruzione della burocrazia. Questi problemi vennero ulteriormente aggravati dalla debole gestione di Isacco II dal momento che il sovrano, come sottolinea Niceta Coniata, succube di funzionari e burocrati incompetenti, lasciava loro vasti poteri mentre l'immissione nella nobiltà di elementi provinciali e civili e l'influenza di eunuchi e di membri delle potenze straniere, indebolirono ancor di più il governo imperiale.
Naturale conseguenza di tutto ciò furono le frequenti rivolte e tentativi di usurpazione tra i quali si segnalarono quelle degli Pseudoalessi, ovvero di coloro che asserivano di essere il defunto Alessio II Comneno: uno di costoro, ottenuto l'appoggio del sultano di Iconio, tenne in scacco l'armata imperiale per oltre 3 anni fino a quando fu ucciso nel 1192. La coesione dell'esercito cominciò a venire meno: le truppe professionali mercenarie, a causa delle difficoltà finanziarie, vennero ridotte drasticamente, mentre quelle delle themate provinciali, che comunque rappresentavano la parte meno mobile e potente, divennero sempre meno affidabili, a causa dei torbidi e degli intrighi di nobili e burocrati, tanto che, durante il regno del successore di Isacco, si rifiutarono di intervenire in soccorso della capitale. Né Isacco seppe fare molto per rimediare allo sfascio della marina: da secoli gli italiani che costituivano un'aliquota notevole della flotta bizantina, e la loro diserzione in massa, a causa dei dissidi con Venezia e le altre repubbliche marinare, che riottennero i loro privilegi senza più obblighi di fornire navigli o equipaggi, non venne mai ripianata per mancanza di fondi. Per un Impero che traeva profitti soprattutto dai commerci tra oriente e occidente e che necessitava della flotta anche per i collegamenti interni, fu una mancanza disastrosa.

### La deposizione

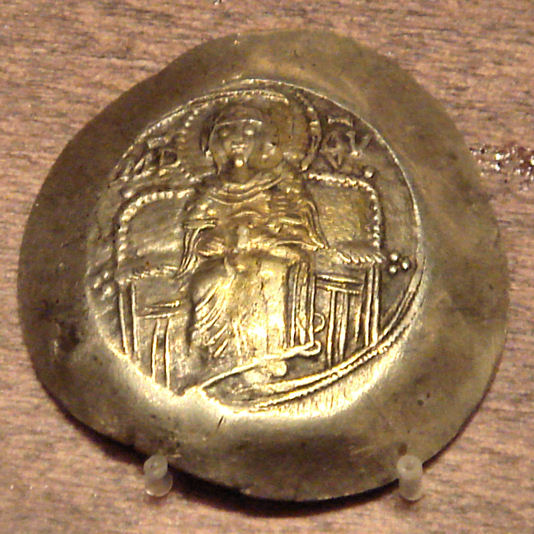
Moneta in Elettro, coniata durante il regno di Isacco II rappresentante la vergine Maria con in braccio Gesù

Nel 1191 ripresero gli scontri con la Bulgaria e l'Imperatore, che guidava personalmente le truppe fu sconfitto a Beroe. Nel 1194 un'altra armata fu dispersa ad Arcadiopoli. Conscio dell'importanza e dell'instabilità dilagante dei suoi domini balcanici, l'imperatore non si arrese e decise di organizzare personalmente una nuova campagna per l'anno successivo; ma l'8 marzo del 1195 il fratello di Isacco, il Sebostocratore Alessio Angelo, si ribellò, lo accecò e lo depose, relegandolo in una torre.

## La IV Crociata
Mentre Isacco rimaneva prigioniero a Bisanzio, il di lui figlio Alessio riparò in occidente dove prese accordi con i Veneziani e i crociati che si apprestavano ad attaccare l'Egitto; promettendo aiuti finanziari consistenti di cui i crociati avevano disperatamente bisogno, riuscì a far approvare questa "deviazione" al percorso della crociata, allo scopo di scalzare dal trono lo zio usurpatore.
Quando l'armata latina apparve sotto le mura di Costantinopoli nel giugno del 1203, l'imperatore Alessio III tentò invano di respingere l'assedio e quando nella notte tra il 17 e il 18 giugno un manipolo d'uomini guidati dall'ottuagenario doge di Venezia Enrico Dandolo riuscì a scavalcare le mura, preferì fuggire in Tracia, nonostante i crociati non fossero ancora riusciti ad espugnare la città. A quel punto il popolo rifiutò di riconoscere Alessio imperatore e rimise Isacco II sul trono, liberato e rivestito dei paramenti imperiali.
Solo ad agosto Isacco associò al trono il figlio con il nome di Alessio IV, regnando congiuntamente, con l'incombente presenza dei crociati alle porte, trattenutisi su richiesta del figlio Alessio. Egli, conscio del fatto che i costantinopolitani l'avevano accettato solo per placare gli invasori, temeva che sarebbe stato subito messo da parte senza la loro protezione. La situazione parve tuttavia sfuggire velocemente di mano ai nuovi regnanti, dato che le tasse straordinarie imposte per pagare i forti debiti accumulati e la presenza minacciosa e arrogante delle truppe che li sostenevano, avevano indispettito enormemente la popolazione.
Nella notte tra il 7 e l'8 febbraio del 1204, il protovestiario Alessio Ducas irruppe nel Palazzo Imperiale avvisando Alessio IV del divampare di una rivolta e convincendolo ad uscire dal palazzo, dove suoi sicari lo attendevano per assassinarlo. Nella stessa notte morì anche l'anziano Isacco, ufficialmente per morte naturale e sepolto con tutti gli onori, lasciando campo libero al Ducas per farsi incoronare come Alessio V.

## Giudizi degli storici
Generalmente il governo della dinastia degli Angeli viene considerato come negativo: già Niceta Coniata sottolineava quanto il debole governo di Isacco II, nonostante il considerevole successo contro i Normanni, portasse l'impero bizantino verso la strada di un inarrestabile declino.
La corruzione della burocrazia, le lotte tra le varie fazioni di corte, l'influenza degli eunuchi ben presto deteriorarono l'apparato amministrativo e fiscale dell'impero provocando forti rivolte tra le quali soprattutto bisogna ricordare la secessione della Bulgaria.
La perdita della Bulgaria fu particolarmente dolorosa in quanto non solo l'impero veniva privato di una ricca e fertile provincia, ma anche perché venivano fortemente minacciati i possedimenti europei di Bisanzio, che dopo la battaglia di Manzikert costituivano la parte più preziosa dei domini imperiali. La città, ormai presa tra due fuochi, avrebbe patito molto questa secessione nel secolo successivo; tutta la politica dei Comneni, tesa alla protezione ad ogni costo delle province balcaniche, era così compromessa.
L'imperatore, infine, causò un danno ancor più grave al momento del passaggio di Federico I Barbarossa: la sterile opposizione della debole armata imperiale, l'arresto degli ambasciatori, gli accordi con il Saladino, infatti, minarono alla base il fragile rapporto tra Costantinopoli e l'Occidente, lasciando uno strascico di odi che portò poi al disastro della IV Crociata.
La situazione dell'impero alla fine del suo regno era quindi grave, ma nonostante non fosse dotato dell'abilità diplomatica e degli appoggi interni necessari a invertire le sorti dello stato, dimostrò almeno l'energia sufficiente per tappare molte delle falle che continuamente dilaniavano Bisanzio. Furono soprattutto i suoi immediati successori, come il fratello Alessio III e il figlio Alessio IV, a prendere alcune dissennate decisioni, che portarono a un rapido deterioramento della situazione e all'improvviso sgretolamento di un impero ormai quasi millenario.

## Famiglia
L'identità della prima moglie di Isacco è sconosciuta (può darsi fosse una Paleologa), sappiamo che il suo nome era Irene, visto che si trova il necrologio nella cattedrale di Spira, dove la loro figlia Irene Angela è sepolta. Sembrerebbe che Irene sia morta nel 1185, visto che Isacco in quell'anno si risposò, oppure che abbiano divorziato. Dal loro matrimonio nacquero tre figli, due femmine e un maschio:
- Eufrosina Angela, divenne suora;
- Irene Angela, sposò in prime nozze Ruggero III di Sicilia e in secondo nozze Filippo di Svevia;
- Alessio IV Angelo, coimperatore dal 1203 al 1204.

Nel 1186, in seconde nozze, Isacco sposò Margherita d'Ungheria (ribattezzata Maria), figlia del re d'Ungheria Bela III; da questa unione nacquero due figli maschi:
- Giovanni Angelo (1193-1259), che dopo la morte del padre e del fratellastro migrò con la famiglia in Ungheria, dove poi divenne signore di Sirmia e Bacs (1227-1242), vassallo del re ungherese Bela IV;
- Manuele Angelo (nato dopo il 1195 - morto nel 1212).

## Bibliografia

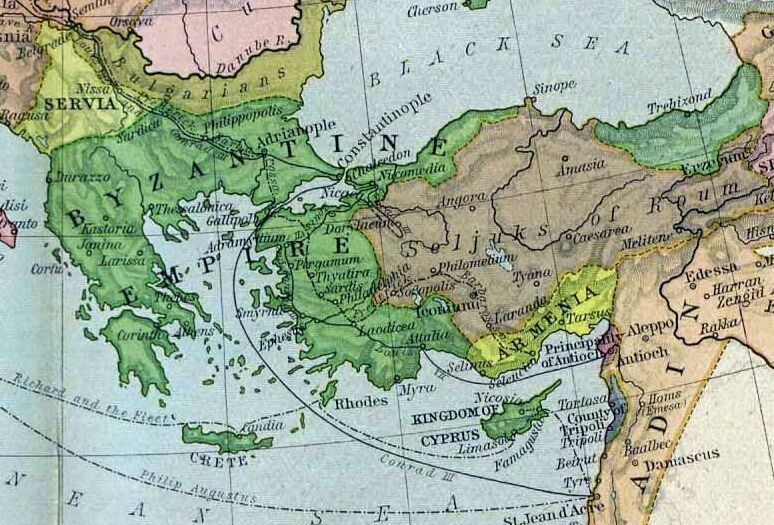
L'impero bizantino nel 1190.

## Ascendenza
|                          |   |                   | Genitori          |  |  | Nonni |  |  | Bisnonni       |  |  | Trisnonni |  |
|                          |   |                   |                   |  |  |       |  |  | Manuele Angelo |  |  | …         |  |
|                          |   |                   |                   |  |  |       |  |  | Manuele Angelo |  |  | …         |  |
|                          |   | …                 |                   |  |  |       |  |  | Manuele Angelo |  |  |           |  |
| Costantino Angelo        |   |                   |                   |  |  |       |  |  | Manuele Angelo |  |  |           |  |
|                          |   | …                 | …                 |  |  |       |  |  |                |  |  |           |  |
|                          |   | …                 | …                 |  |  |       |  |  |                |  |  |           |  |
|                          |   | …                 | …                 |  |  |       |  |  |                |  |  |           |  |
| Andronico Ducas Angelo   |   | …                 |                   |  |  |       |  |  |                |  |  |           |  |
|                          |   | Alessio I Comneno | Giovanni Comneno  |  |  |       |  |  |                |  |  |           |  |
|                          |   | Alessio I Comneno | Giovanni Comneno  |  |  |       |  |  |                |  |  |           |  |
|                          |   | Alessio I Comneno | Anna Dalassena    |  |  |       |  |  |                |  |  |           |  |
| Teodora Comnena          |   | Alessio I Comneno |                   |  |  |       |  |  |                |  |  |           |  |
|                          |   | Irene Ducaena     | Andronico Ducas   |  |  |       |  |  |                |  |  |           |  |
|                          |   | Irene Ducaena     | Andronico Ducas   |  |  |       |  |  |                |  |  |           |  |
|                          |   | Irene Ducaena     | Maria di Bulgaria |  |  |       |  |  |                |  |  |           |  |
| Isacco II Angelo         |   | Irene Ducaena     |                   |  |  |       |  |  |                |  |  |           |  |
|                          | … | …                 |                   |  |  |       |  |  |                |  |  |           |  |
|                          | … | …                 |                   |  |  |       |  |  |                |  |  |           |  |
|                          | … | …                 |                   |  |  |       |  |  |                |  |  |           |  |
| …                        | … |                   |                   |  |  |       |  |  |                |  |  |           |  |
|                          |   | …                 | …                 |  |  |       |  |  |                |  |  |           |  |
|                          |   | …                 | …                 |  |  |       |  |  |                |  |  |           |  |
|                          |   | …                 | …                 |  |  |       |  |  |                |  |  |           |  |
| Eufrosina Castamonitissa |   | …                 |                   |  |  |       |  |  |                |  |  |           |  |
|                          |   | …                 | …                 |  |  |       |  |  |                |  |  |           |  |
|                          |   | …                 | …                 |  |  |       |  |  |                |  |  |           |  |
|                          |   | …                 | …                 |  |  |       |  |  |                |  |  |           |  |
| …                        |   | …                 |                   |  |  |       |  |  |                |  |  |           |  |
|                          |   | …                 | …                 |  |  |       |  |  |                |  |  |           |  |
|                          |   | …                 | …                 |  |  |       |  |  |                |  |  |           |  |
|                          |   | …                 | …                 |  |  |       |  |  |                |  |  |           |  |
|                          |   | …                 |                   |  |  |       |  |  |                |  |  |           |  |